# Gustav Heinemann
Gustav Walter Heinemann (Schwelm, 23 juli 1899 - Essen, 7 juli 1976) was van 1969 tot 1974 president van de Bondsrepubliek Duitsland.

## Vroege carrière
Heinemann studeerde rechten, economie en geschiedenis in Münster, Marburg, Göttingen en Berlijn. Hij was vervolgens werkzaam als jurist en als universitair docent. In 1930 sloot hij zich aan bij de Christlich-Sozialer Volksdienst, een partij die na de machtsovername van Hitler en diens nationaalsocialisten werd verboden (1933). Tijdens de naziperiode (1933-1945) was hij lid van de antinazistische Bekennende Kirche (Belijdende Kerk) en drukte hij samen met zijn vrouw Hilda Ordemann anti-fascistische pamfletten in de kelder van hun huis.

## Medeoprichter CDU
In 1945 werd Heinemann door de Britten geïnstalleerd als burgemeester van Essen. In 1946 werd hij als zodanig gekozen. In 1945 was hij medeoprichter van de West-Duitse CDU (Christlich-Demokratische Union Deutschlands). Van 1947 tot 1948 was hij minister van Justitie van de deelstaat Noordrijn-Westfalen. In 1949 werd hij de eerste naoorlogse minister van Binnenlandse Zaken van de Bondsrepubliek Duitsland. In 1950 trad hij reeds af, omdat hij tegen de Duitse herbewapening was.

## Medeoprichter van de Gesamtdeutsche Volkspartei en lidmaatschap van de SPD
In 1952 richtte Heinemann samen met Helene Wessel (ex-lid Zentrumspartei) de Gesamtdeutsche Volkspartei (GVP) op. De GVP is tegen de Duitse herbewapening en vóór hereniging van West- en Oost-Duitsland tot een neutrale staat. Bij de verkiezingen voor de bondsdag van 1956 behaalde de GVP maar 1,2% van de stemmen en werd kort daarop opgeheven.
In 1957 sloot Heinemann zich aan bij de SPD (Sozialdemokratische Partei Deutschlands). Op 1 december 1966 werd Heinemann bondsminister van Justitie in de "Grote Coalitie" (CDU-SPD) van Kurt Georg Kiesinger.

## President van de Bondsrepubliek Duitsland
Op 5 maart 1969 werd hij met krappe meerderheid tot president van de Bondsrepubliek Duitsland gekozen. Heinemann koos voor een onconventionele koers als bondspresident. Nog voordat hij gekozen was als president opperde hij de mogelijkheid voor de bondsrepubliek om uit de NAVO te stappen. Na zijn aantreden probeerde hij de politiek dichter bij de mensen te brengen.
Heinemann was in 1969 de eerste Bondspresident die een staatsbezoek aan Nederland bracht. In 1972 maakte zijn toespraak na het Bloedbad van München meer indruk dan de botte woorden van IOC-voorzitter Avery Brundage.
In 1974 stelde hij zich, als gevolg van zijn zwakke gezondheid, niet herkiesbaar. 
Gustav Heinemann overleed op 7 juli 1976 in Essen.
In 1977 riep de SPD de Gustav-Heinemann-Bürgerpreis (Gustav Heinemann Burgerprijs) in het leven.

## Betrokkenheid bij het kerkelijk leven
Gustav Heinemann was nauw betrokken bij de Evangelisch-Lutherse Kerk. Van 1936 tot 1950 was hij voorzitter van de Christelijke Jongemannenvereniging van Essen, van 1949 tot 1955 was hij president van de Gesamtdeutsche Synode en van 1945 tot 1967 was hij lid van de Raad van de Evangelische Kerken in Duitsland (EKD). Hij was ook ondertekenaar (1945) van de Stuttgarter Schuldbekentenis.

## Familie
Gustav Heinemann was sedert 1926 met Hilda Ordemann getrouwd. Uit hun huwelijk kwamen vier kinderen voort. Een van hen, de rooms-katholieke theologe, Uta Ranke-Heinemann was in 1999 kandidate voor het bondspresidentschap. Zijn kleindochter Christa Delius was de echtgenote van bondspresident Johannes Rau.
- Bibsys: 2024121
- Biblioteca Nacional de España: XX1302720
- Bibliothèque nationale de France: cb121594049 (data)
- Catàleg d'autoritats de noms i títols de Catalunya: 981058521987106706
- CiNii: DA03864469
- Gemeinsame Normdatei: 118548115
- International Standard Name Identifier: 0000 0001 0891 2301
- Library of Congress Control Number: n50029981
- Nationale Bibliotheek van Tsjechië: skuk0000557
- Nationale bibliotheek van Australië: 35730552
- Nationale Bibliotheek van Israël: 987007279615005171
- Nationale Bibliotheek van Polen: a0000002840706
- Nederlandse Thesaurus van Auteursnamen: 069555621
- Réseau des bibliothèques de Suisse occidentale: 02-A012315535
- SNAC: w6sb70fw
- Système universitaire de documentation: 030112915
- Trove: 1061622
- Virtual International Authority File: 41879327
- WorldCat: E39PBJt43v36gbkBBdMKDHB3wC